# José Trinidad Morán

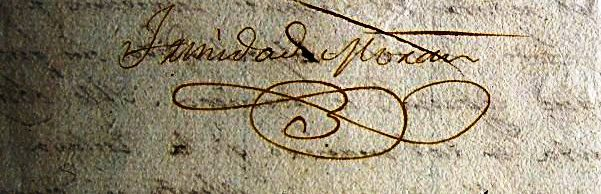
Firma de Trinidad Moran

José Trinidad Morán y Manzano (El Tocuyo, Capitanía General de Venezuela, Imperio Español, 26 de noviembre de 1796 - Arequipa, Perú, 1 de diciembre de 1854) fue un militar venezolano, obtuvo la nacionalidad peruana por sus servicios prestados en la guerra de independencia. Participó en las campañas de liberación de Ecuador, Perú y Bolivia.

## Primeros años
Hijo de Gregorio Morán de ascendencia irlandesa y María del Rosario Manzano, nació en El Tocuyo, Venezuela, el 26 de noviembre de 1796. Admitido como aspirante en el 5.º Regimiento de La Unión (1812), participó en la campaña sobre Barinas. En 1813 su padre y su hermano Joaquín fueron fusilados por los realistas. Ingresa al ejército venezolano bajo el mando del Libertador Simón Bolívar en compañía de su hermano Juan Jacinto. Su primera intervención militar fue en Guanare, después en la Batalla de Taguanes bajo las órdenes de José Félix Ribas. Acompaña al joven Bolívar en su entrada triunfal a Caracas el 6 de agosto de 1813.
Morán regresa a Valencia y lucha en la batalla de Las Trincheras y en Vigirima. Participó también en las batallas de Los Horcones, Bárbula, Puerto Cabello, La Victoria y San Mateo, donde sale herido; en estas precarias condiciones se une a la emigración del ejército patriota ante la inminente ofensiva española encabezada por Boves. En retirada hacia Barcelona (julio de 1814), apenas podía caminar, y Bolívar se detuvo para hacer desmontar a un soldado y dar el caballo al joven herido. Incorporado como subteniente al Batallón Girardot, concurrió a la defensa de Aragua de Barcelona (17 de agosto). Allí conoce al valeroso Antonio José de Sucre de quien se haría entrañable amigo.

## Independencia de Colombia
Con Bolívar pasó a Cartagena de Indias y se destaca en el sangriento asedio de Santafé de Bogotá del 10 al 12 de diciembre de 1814. Se dirigía hacia el Cauca con otros oficiales, cuando fue hecho prisionero por los realistas. Empleado primero en oficios viles, luego en las bóvedas de los castillos de Bocachica y barriendo las calles en Cartagena, fue a la postre incorporado a filas como soldado en el batallón del Rey (julio de 1818). Ese mismo año fue fusilado su hermano Juan Jacinto al igual que ocurrió con su padre en 1813 por el ejército realista.
Por su valor fue ascendido a cabo y a sargento, y recomendado para el empleo de subteniente. Obtuvo el comando de una lancha armada y con ella se presentó al campamento patriota. Enviado a Bogotá con el parte de aquella acción, fue recibido por Bolívar, quien dispuso su ascenso a teniente y lo destinó al Regimiento Guías de Apure (marzo de 1820).

## Independencia de Ecuador y del Perú
Pasó a Guayaquil (diciembre de 1820), donde se le reconoció como capitán y tomó a su cargo la I Compañía del Escuadrón de Dragones del Sur. Bajo las órdenes del general Antonio José de Sucre, concurrió a la batalla de Pichincha (24 de mayo de 1822).
Ascendido a teniente coronel graduado (4 de enero de 1823), se incorporó a la división auxiliar enviada al Perú. Llegó a Lima el 1.º de mayo de 1823 y el presidente Riva Agüero lo envió como parlamentario para proponer una suspensión de hostilidades a los realistas; pero al entrevistarse en Tarma con el general José Canterac, este dispuso que fuese detenido. Se le trasladó a Jauja, y luego a Huancayo y Lima. Retirado el ejército realista a Lurín, se le envió con una carta para Sucre.
Junto a Sucre marchó al sur para secundar la acción de las fuerzas peruanas del general Andrés de Santa Cruz enviadas a Intermedios, la expedición de Sucre ocupó la ciudad de Arequipa donde Morán tomó el mando del Batallón Vencedor, pero frustrada la coordinación con Santa Cruz el ejército libertador se embarcó en Quilca al tiempo que los realistas recuperaban la ciudad tras batir a la caballería de Miller. Se presentó con sus hombres ante Bolívar en Huaraz, para emprender la acción contra Riva Agüero y luego pudo colaborar en la organización de la campaña final contra los realistas.
En Huaraz, asumió el comando del Batallón Vargas, con él estuvo presente en la campaña de Junín. Luego en su marcha hacia el sur, se distinguió en la batalla de Corpahuaico (3 de diciembre de 1824), protegiendo la retirada de la caballería patriota, y por su acción en la batalla de Ayacucho (9 de diciembre de 1824) mereció su inmediato ascenso a coronel.

## Oficial de la Gran Colombia
Fue destinado a la guarnición de Arequipa donde en 1825 contrajo matrimonio con la dama arequipeña Rafaela Zereceda, en 1826 se trasladó a la recién fundada República de Bolívar por invitación del presidente Sucre, donde tomó el mando del Batallón Voltígeros de la Guardia, pero hubo de renunciar porque se le exigió negociar la venta de vales del crédito público, con cuyo rendimiento debía pagar a sus soldados. El batallón Voltígeros acabaría por sublevarse contra Sucre el año siguiente en La Paz.
Residió en Guayaquil algunos meses para lograr su retiro del ejército grancolombiano y evitar que se le mezclara en la prevista guerra contra el Perú, país del que había obtenido la nacionalidad por el artículo 8 de la ley del 12 de enero de 1825. Volvió al Callao, donde se dispuso su destierro a Chile, pero pronto se rectificó esta medida y se le permitió establecerse con su familia en Arequipa.

## Al servicio de la república del Perú y la Confederación Perú-Boliviana

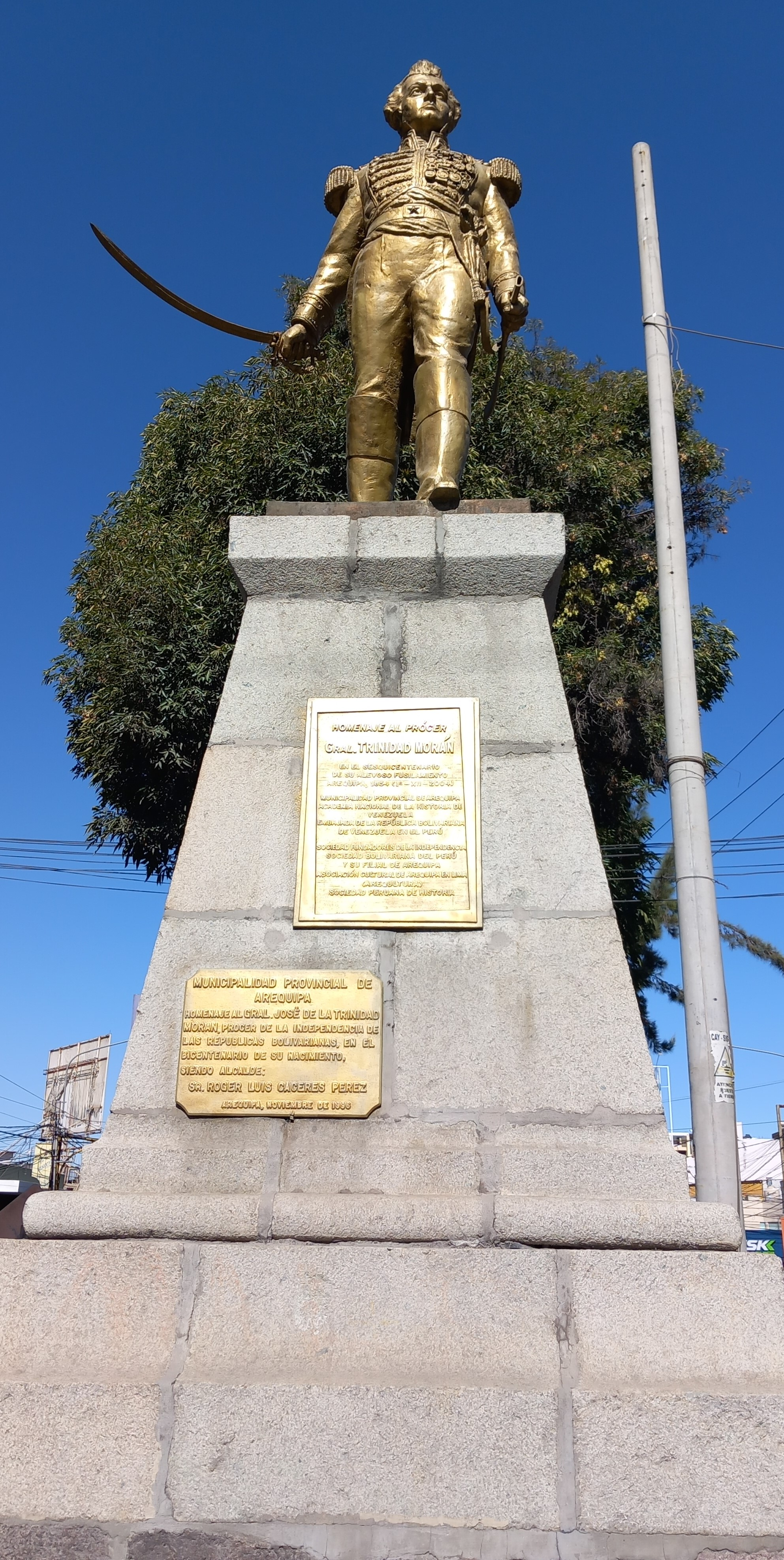
Estatua de Morán en Arequipa.

Durante algunos años residió en paz en Arequipa, pero volvió al servicio activo cuando en 1834 los generales Agustín Gamarra y Pedro Pablo Bermúdez se sublevaron contra el presidente provisorio Luis José de Orbegoso. La ciudad de Arequipa, bajo el liderazgo del general Domingo Nieto y el clérigo Juan Gualberto Valdivia, se pronunció en defensa del orden constitucional y Morán aceptó el comando del Regimiento Libres formado por la ciudadanía arequipeña (18 de enero de 1834). Las fuerzas revolucionarias al mando del coronel Miguel de San Román, provenientes de Cusco y Puno, arribaron a las inmediaciones de la ciudad en abril.
El primer combate tuvo lugar en Miraflores (2 de abril) y fue favorable a los arequipeños; sin embargo el de Cangallo (5 de abril) les fue adverso, por lo que el ejército de Nieto hubo de abandonar la ciudad y embarcarse en Islay con dirección a Arica. Hecha la paz por efecto del Abrazo de Maquinhuayo, el comandante Morán retornó a Arequipa.
Cuando se produjo la revolución del general Felipe Santiago Salaverry, a quien secundó Gamarra, Morán se mantuvo leal a Orbegoso, quien había solicitado la ayuda de Andrés de Santa Cruz, en ese entonces presidente de Bolivia, para pacificar el Perú. Ascendido a general, comandó la división peruana en la batalla de Yanacocha, donde Gamarra fue derrotado. Dio posteriormente su apoyo a la Confederación Perú-Boliviana (1836) creada por Santa Cruz tras derrotar a Salaverry, que fue fusilado en la Plaza de Armas de Arequipa junto con sus principales oficiales.
Durante la guerra con Chile, la Confederación Argentina y los restauradores peruanos, el general Morán dirigió una audaz expedición sobre costas chilenas en la cual capturó las islas Juan Fernández, hostilizó el puerto de Talcahuano y capturó dos mercantes. A su regreso a Lima en diciembre de 1837 fue homenajeado por el protector Santa Cruz. Desconocido el Tratado de Paucarpata por el gobierno chileno y reiniciadas las hostilidades, el general Morán hizo la campaña de Yungay, donde combatió con distinción en el puente sobre el río Buin y finalmente en la batalla de Yungay en la que los restauradores chileno-peruanos obtuvieron una victoria decisiva que significó la caída de la Confederación.
El nuevo gobierno presidido por Agustín Gamarra (1839) dio de baja y borró del escalafón militar a los oficiales que sirvieron a Santa Cruz y el proyecto confederal, entre ellos a Morán, quien entonces regresó a Arequipa donde se encontraban su esposa e hijos.
En 1854 se produjo la sublevación del expresidente Ramón Castilla contra José Rufino Echenique, y Morán, en comunicaciones con el caudillo civil de la revolución Domingo Elías, habíase dirigido a Lima para unírsele, pero cuando se encontraba en dicha ciudad el presidente Echenique lo ganó a su causa ofreciéndole hacer reconocer por el congreso sus grados de general de División y Brigada.
Al mando de una división gubernamental el general Trinidad Morán marchó a Arica y de ahí a Moquegua vía Tacna, donde en el Alto del Conde derrotó a las tropas de Elías; este se refugió en Arequipa, ciudad que se había pronunciado por la revolución.
Acompañado por el general Manuel Ignacio de Vivanco, Morán intentó sin éxito tomar por asalto Arequipa. Vivanco resultó herido y su tropa dispersada mientras que Morán, comprendiendo lo imposible de la victoria y tras combatir quince horas, se entregó prisionero con sus hombres al prefecto Francisco Llosa. Poco después fue visitado por Domingo Elías y seguidamente por un escribano y un confesor. Tras realizar su testamento y confesarse fue fusilado, como antes Salaverry, en la plaza Mayor de Arequipa.
Elías señaló que fue la presión del pueblo arequipeño la que le obligó a fusilar al general, pero esto fue desmentido categóricamente por el suegro de Morán, el doctor Buenaventura Zereceda, quien nueve días antes del combate había llevado a Elías una carta de Morán en la que este le proponía evitar la efusión de sangre, a lo que Elías contestó en voz alta ante todos los presentes: "Digale usted a Morán que se rinda porque de otro modo no se le dará cuartel si cae prisionero y será fusilado o ahorcado cinco minutos después de que se le tome". Refiere también el cronista arequipeño Juan Gualberto Valdivia, amigo personal de Morán, que varios vecinos notables de la ciudad se dirigieron a suplicar a Elías que se abstuviera de fusilar al héroe de la Independencia, a lo que este siempre respondió negativamente.
Tras su ejecución el 2 de diciembre, un día antes del aniversario de la batalla de Corpahuaico en la que Morán se había distinguido, fue enterrado en el cementerio de Yanahuara, de donde pasó después a la iglesia de Cayma hasta que en 1954 sus restos fueron repatriados a Venezuela en una solemne ceremonia cívico-militar para ser luego ser enterrados en el Panteón Nacional de Caracas.

## La Marcha Morán
Refiere la tradición arequipeña que mientras Trinidad Morán era conducido al patíbulo por sus captores y acompañado por el pueblo empezó a sonar una marcha fúnebre, de autor anónimo. Esta pieza bautizada como Marcha Morán ha sido desde entonces la melodía oficial que acompaña a los restos mortales de militares caídos y personajes célebres en su trayecto al sepulcro; siendo hasta hoy una de las marchas más antiguas y populares del ejército peruano.
Otra versión señala que Morán habría pedido la interpretación de coplas, las que dieron origen a la marcha.
Sobre esta marcha el ilustre historiador Jorge Basadre Grohmann dijo: 

Encarna ella el homenaje tardío, el inútil respeto póstumo, la postergación del bueno y del apto, la tristeza de esta república atolondrada.

## Homenajes
En el Perú, Trinidad Morán es considerado como uno de sus héroes nacionales. En Lima se honra su memoria con una avenida ubicada en el distrito de Lince así como en Arequipa donde se erigió una estatua pedestre en la plaza homónima.
No es sino a partir de 1920 cuando en Venezuela, concretamente en El Tocuyo, su ciudad natal, comienza a rescatarse la figura de Trinidad Morán cuando el 24 de junio de 1921 se funda la Sociedad Patriótica General Trinidad Morán, se construye la Plaza Morán cuyo busto en bronce se realizó en Florencia (Italia) y la Avenida Corpahuaico en el barrio Santa Ana, lugar donde nació, inaugurada en 1924. El 31 de diciembre de 1925 la Asamblea Constituyente del estado Lara decide colocar el nombre de Morán al antiguo Municipio Bolívar.
En el Salón Elíptico del Congreso Nacional de Caracas se coloca un cuadro de Morán cuyo autor fue José Eugenio Montoya y se inaugura la Avenida Morán de Caracas en 1954. Uno de los destructores de la Armada clase Lino de Clemente lleva su nombre.